# 工人物语系列
工人物語，是由德國的軟體公司Blue Byte Software所推出的即時戰略遊戲。最初於1993年發行Amiga電腦的版本，在隔年推出個人電腦的版本；原名Serf City - the Life is Federal，推出美國版本時改名The Settlers，以後各代沿用The Settlers的名稱。

## 遊戲分類
《工人物語》在1993年剛出版的時候，遊戲界還沒有“即時戰略遊戲”這個分類，而此遊戲類似即時戰略，但又不完全相同。前四代的《工人物語》都堅持一個風格：遊戲人物不受玩家控制，他們只按照各種職業人物内定的行爲模式進行工作。玩家所要做的是發佈指令安排建設建築物的類型、位置及鋪設道路，合適的安排才可以令遊戲中的各種職業人物有足夠高的工作效率。
《工人物語》可謂開創了這種遊戲方式的先河，後期有其他遊戲公司有模仿之作《魔獸與鄉巴佬》。

## 遊戲進程
遊戲開始時，玩家只擁有一個座落在如茵綠草中的塔楼，要從基礎建設開始一步步搭建自己的王國。安排伐木工、採石工收集建材和工具製作工人為其他職業準備工具，開墾種田、養豬釣魚，最後生産出食物供礦工使用。礦工開採出鐡、煤、石料，又反過來為王國的擴大提供更多原料，開採出的鐡、煤、金用來整備軍備以對抗其他王國。
在無法直接指揮任何一個王國臣民行動的情況下（軍隊和专家角色除外），玩家要分配最佳佈局才能最終取得勝利。遊戲安排了30多個不同環境的關卡接受挑戰，同時也提供自定義的開放地圖讓玩家可以享受獨自一人開發土地的樂趣，又或者同時承受三個強大鄰國的壓力、最終取得勝利的挑戰。

## 多人遊戲
《工人物語》一代不支援網路對戰功能，但是提供了分屏幕雙鼠標讓兩個玩家坐在同一部電腦前決戰或合作接受電腦挑戰的功能。那個年代的滑鼠一般插在電腦的COM1接口，而《工人物語》一代則支持在COM2上再接一支滑鼠讓第二個玩家可以操作另外半個屏幕。

## 發展
《工人物語》二代增加了驢子貨運等新職業，而三代、四代則引入了多個種族之間的鬥爭。不同種族之間的職業、建築物稍有差異，可以使用的戰略也不盡相同。
但是由於其它即時戰略遊戲的盛行，無法直接指揮遊戲人物的《工人物語》系列備受衝擊，到了五代終于打破了這個慣例，引入可以讓玩家直接操作的英雄人物，軍隊也可以讓玩家指揮行動。到了六代，《工人物語》已經完全採用即時戰略的方式進行遊戲。

## 其他
- Widelands：模仿此系列前两作的开源项目。

## 外部連結
- Blue Byte （页面存档备份，存于）
- Ubisoft （页面存档备份，存于）
- 遊戲基地討論區 （页面存档备份，存于）